# Jerneja Petrič
Jerneja Petrič, slovenska literarna zgodovinarka, anglistka,  urednica, * 6. junij 1951, Ljubljana.

## Življenje
Na Filozofski fakulteti v Ljubljani je 1974 diplomirala iz angleškega in slovenskega jezika s književnostma. 1978 je magistrirala z nalogo Avtobiografije slovenskih priseljencev v ZDA,  1987 pa doktorirala z nalogo Louis Adamič kot literarni kritik. 1981 je postala asistentka na ljubljanski filozofski fakulteti, bila 1989 izvoljena za docentko, 1994 za izredno profesorico, 1999 pa je postala redna profesorica za ameriško književnost. 
1978–81 je opravljala delo dokumentalistke raziskovalke pri Slovenski izseljenski matici  Arhivirano 2009-06-24 na Wayback Machine.. V letih 1977, 1982, 1987 in 1991 je bila na študijskem delu v ZDA in Avstriji (na Univerzi Princeton, v Centru za raziskovanje  zgodovine priseljevanja (Immigration History Research Center)  v Minneapolisu, na Univerzi Karla in Franca v Gradcu). 1987–92 je predavala angleško in ameriško književnost na Pedagoški fakulteti v Mariboru. 1995–96 je bila članica ekspertne skupine za manjšinska in izseljenska vprašanja pri Ministrstvu za kulturo . Sodelovala je pri raziskovalnih projektih iz slovensko-ameriške književnosti in kulture pri Znanstvenoraziskovalnem inštitutu Filozofske fakultete  Arhivirano 2009-02-21 na Wayback Machine. in na Inštitutu za slovensko izseljenstvo  SAZU. Predavala je na vrsti evropskih in ameriških univerz in z referati sodelovala na konferencah Evropskega združenja za ameriške študije   (1981–87), Ameriškega združenja za napredek slovanskih študij  (1995, 1997) ter na številnih drugih znanstvenih simpozijih in srečanjih.

## Delo
Na oddelku za anglistiko in amerikanistiko predava starejšo  Arhivirano 2009-03-12 na Wayback Machine. in moderno  Arhivirano 2009-03-12 na Wayback Machine. ameriško književnost ter vodi seminarje o ameriškem romanu  Arhivirano 2009-03-12 na Wayback Machine. in ameriški kratki zgodbi  Arhivirano 2009-03-11 na Wayback Machine.. Raziskuje predvsem ameriško književnost druge polovice 20. stoletja. Aktivno se ukvarja z etničnimi literaturami  Arhivirano 2009-03-13 na Wayback Machine., zlasti s slovensko izseljensko književnostjo v ZDA, delno pa tudi v Kanadi in Avstraliji. 
Objavila je memoare Vatroslava Grilla Med dvema svetovoma (COBISS) (1979) in književno študijo Svetovi Louisa Adamiča (COBISS) (1981), prevajala korespondenco Louisa Adamiča, uredila antologijo slovenskih književnosti v Severni Ameriki Naši na tujih tleh (COBISS) (1982), napisala poglavje o književnosti Slovencev v angleško govorečem svetu v monografiji Writing across worlds (COBISS) (1995) in obsežno poglavje o književnosti Slovencev v ZDA od leta 1891 v monografiji Slovenska izseljenska književnost 2 (COBISS) (1999), je soavtorica in sourednica zbornika Ameriška proza: od realizma do postmodernizma (COBISS) (2001), objavila je tudi dolgo vrsto posameznih študij v različnih zbornikih in revijah (Dve domovini – Two Homelands (COBISS), Slovenski (izseljenski) koledar (COBISS), Slovene Studies  Arhivirano 2009-03-03 na Wayback Machine., Acta Neophilologica  Arhivirano 2009-03-11 na Wayback Machine., Cross Cultural Studies (COBISS), Literature, Culture and Ethnicity (COBISS), Ethnic literature and culture in the U. S. A., Canada and Australia (COBISS)  …).

## Seznam zadnjih objav
- Spomini Franka Javha Kerna: primer slovenske izseljenske avtobiografije v ZDA. Jezik in slovstvo 53/3–4 (maj–avg. 2008). [131]–43. (COBISS)

- The first translations of Harlem renaissance poetry in Slovenia. Acta neophilologica 41/1–2 (2008). 3–12. (COBISS)

- [Spremna beseda.] F. Scott Fitzgerald.  Veliki Gatsby. Ljubljana: Mladinska knjiga, 2007 (zbirka Veliki večni romani). 157–71. (COBISS)

- Adamičev Stari tujec kot ostanek etnične diferenciacije v ZDA. Acta neophilologica 40/1–2 (2007). 89–97. (COBISS)

- [Kritika.] Danica Čerče. Pripovedništvo Johna Steinbecka (The narrative art of John Steinbeck). Maribor: Mariborska literarna druzba, 2006. 317 pp. The Steinbeck review 4/1 (2007). 141–43. (COBISS)